# いっぱい いっぱい
「いっぱい いっぱい」は 2011年7月6日にユニバーサルシグマから発売されたクレイジーケンバンド13枚目のシングル。DVD付初回限定盤と通常盤の2形態で発売。

## 収録曲
作詞・作曲：横山剣（特記以外）
全編曲：横山剣/小野瀬雅生

### CD
1. いっぱい いっぱい（3:59）[2]
  - 「西友」CMソング
2. 友だちはいいもんだ（3:24）[2]
  - 作詞：岩谷時子　作曲：三木たかし
3. CRAZY KEN BAND's Information（10:29）[2]
4. いっぱい いっぱい（KARAOKE）（4:00）[2]
5. 友だちはいいもんだ（KARAOKE）（3:23）[2]

### 初回限定盤DVD
1. いっぱい いっぱい　ミュージック・ビデオ